# Huntsman Corporation
Huntsman Corporation, «Хантсмэн корпорейшн» — американская химическая компания. Штаб-квартира расположена в городе Те-Вудлендс (штат Техас). Основной продукцией является полиуретан (60 % выручки).
Основана в 1970 году в США Джоном Хантсманом (Jon Huntsman Sr., 1937—2018). До 2005 года оставалась частной компанией. В 2017 году производство диоксида титана было выделено в самостоятельную компанию Venator.
В июне 2007 года было объявлено о том, что подписано соглашение о покупке Huntsman компанией Basell, принадлежащей американскому бизнесмену советского происхождения Леонарду Блаватнику, за $9,6 млрд. Однако уже в июле того же года было объявлено о поглощении Huntsman другой компанией, Apollo Management; в итоге ни одна из сделок не состоялась. В 2017 году было достигнуто соглашение о слиянии со швейцарской компанией Clariant, но и эта сделка была расторгнута.

## Собственники и руководство
Возглавляет компанию Питер Хантсман (Peter R. Huntsman), в компании с 1987 года, президент с 1994 года, главный исполнительный директор с 2000 года, председатель совета директоров с 2018 года.

## Деятельность
Huntsman занимается производством различных видов химической продукции, в первую очередь полиуретанов, а также красителей, аминов и др. Производства компании размещены в США (Луизиана, Иллинойс, Огайо, Мичиган, Калифорния, Пенсильвания, Северная и Южная Каролина, Алабама), КНР, Германии, Нидерландах, Великобритании, Швейцарии, Испании, Вьетнаме, Индии, Индонезии, Таиланде, Гватемале, Колумбии, Мексике и Бразилии.